# 1567
| [ Edytuj tabelę ]              | |
| Król Polski                    | - 1530 Zygmunt II August 1572 |
| Współksiążęta Andory           | - 1561 Pere de Castellet 1571 - 1555 Joanna d’Albret 1572 |
| Król Anglii                    | - 1558 Elżbieta I 1603 |
| Elektor Brandenburgii          | - 1535 Joachim II Hektor 1571 |
| Książę Bawarii                 | - 1550 Albrecht V 1579 |
| Sułtan Brunei                  | - 1521 Abdul Kahar 1575 |
| Cesarz Chin                    | - 1566 Longqing 1572 |
| Król Czech                     | - 1564 Maksymilian II Habsburg 1576 |
| Król Danii                     | - 1559 Fryderyk II 1588 |
| Dalajlama                      | - 1543 Sonam Gjaco 1588 |
| Cesarz Etiopii                 | - 1563 Sertse Dyngyl 1597 |
| Król Francji                   | - 1560 Karol IX 1574 |
| Król Hiszpanii                 | - 1556 Filip II 1598 |
| Landgraf Hesji-Kassel          | - 1567 Wilhelm IV Mądry 1592 |
| Hrabia Holandii                | - 1555 Filip II Habsburg 1572 |
| Stadhouder Holandii            | - 1559 Wilhelm Orański 1567 - 1567 Maksymilian z Hennin 1573 |
| Szach Iranu                    | - 1524 Tahmasp I 1576 |
| Państwo Wielkich Mogołów       | - 1556 Akbar 1605 |
| Władca Inków                   | - 1558 Titu Cusi Yupanqui 1571 |
| Król Irlandii                  | - 1558 Elżbieta I Tudor 1570 |
| Cesarz Japonii                 | - 1557 Ōgimachi 1586 |
| Kalif                          | - 1566 Selim II 1574 |
| Patriarcha Konstantynopola     | - 1565 Metrofan III 1572 |
| Władca Korei                   | - 1545 Myŏngjong 1567 - 1567 Sŏnjo 1608 |
| Książę Kurlandii i Semigalii   | - 1561 Gotthard Kettler 1587 |
| Wielki książę litewski         | - 1530 Zygmunt August 1569 |
| Sułtan Maroka                  | - 1557 Abdullah al-Ghalib 1574 |
| Senior Monako                  | - 1532 Honoriusz I 1581 |
| Król Nawarry                   | - 1555 Joanna d’Albret 1572 |
| Król Norwegii                  | - 1559 Fryderyk II 1588 |
| Sułtan Omanu                   | - 1560 Abd Allah ibn Muhammad 1624 |
| Elektor Palatynatu             | - 1559 Fryderyk III 1576 |
| Papież                         | - 1566 Pius V 1572 |
| Książę Parmy i Piacenzy        | - 1556 Oktawiusz Farnese 1586 |
| Król Portugalii                | - 1557 Sebastian 1578 |
| Książę w Prusach               | - 1525 Albrecht 1568 |
| Car Rosji                      | - 1547 Iwan IV Groźny 1584 |
| Cesarz Rzymski (niemiecki)     | - 1564 Maksymilian II Habsburg 1576 |
| Kapitanowie Regenci San Marino | - 1566 Girolamo Giannini Sebastiano di Cristofaro Giangi 1567 - 1567 Francesco di Pier Paolo Martelli Marino di Cristofaro Giangi 1567 - 1567 Giuliano Corbelli Giovanni Andrea Belluzzi 1568 |
| Elektor Saksonii               | - 1553 August Wettyn 1586 |
| Król Szkocji                   | - 1542 Maria Stuart 1567 - 1567 Jakub VI 1625 |
| Król Szwecji                   | - 1560 Eryk XIV Waza 1568 |
| Król Tajlandii                 | - 1548 Phra Maha Chakkraphat 1568 |
| Sułtan Turków                  | - 1566 Selim II 1574 |
| Doża Wenecji                   | - 1559 Giorolamo Priuli 1567 - 1567 Pietro Loredano 1570 |
| Król Węgier                    | - 1540 Jan II Zygmunt Zápolya 1571 - 1563 Maksymilian II 1576 |

Rok 1567 / MDLXVII
stulecia: XV wiek ~
XVI wiek ~
XVII wiek

lata: 1557 «
1562 «
1563 «
1564 «
1565 «
1566 «
1567
» 1568
» 1569
» 1570
» 1571
» 1572
» 1577

## Wydarzenia w Polsce
- 15 kwietnia – w Piotrkowie rozpoczął obrady sejm[1].
- 14 maja – Tarnogród otrzymał prawa miejskie.
- 20 lipca – wojna litewsko-rosyjska: zwycięstwo wojsk litewskich pod wodzą wojewody bracławskiego księcia Romana Sanguszki w bitwie pod Czaśnikami.

- Jesziwa lubelska otrzymała osobny przywilej królewski.
- Sekularyzacja Inflant.

## Wydarzenia na świecie
- 10 lutego – w nie do końca wyjaśnionych okolicznościach stracił życie Lord Darnley, mąż szkockiej królowej Marii Stuart.
- 13 marca – wojna osiemdziesięcioletnia: zwycięstwo wojsk hiszpańskich nad holenderskimi powstańcami w bitwie pod Oosterweel.
- 15 maja – królowa Szkotów Maria I Stuart wyszła po raz trzeci za mąż za Jamesa Hepburna, 4 hrabiego Bothwell.
- 24 lipca – Maria I Stuart, królowa Szkocji, zmuszona do abdykacji. Tron objął jej roczny syn Jakub I.
- 29 lipca – koronacja trzynastomiesięcznego Jakuba I, któremu tron Szkocji przypadł po abdykacji matki – królowej Marii.
- 25 lipca – zostało założone Caracas.
- 10 listopada – wojny religijne hugenockie: zwycięstwo katolików w bitwie pod Saint-Denis.

- Álvaro Mendana de Neyra odkrył Wyspy Lagunowe (Ellice) i południowe Wyspy Salomona.

## Urodzili się
- 12 stycznia – Jan Szczęsny Herburt, sekretarz królewski, polski pisarz polityczny (rokoszowy), poeta, wydawca, dyplomata i poseł na Sejm (zm. 1616)
- 27 stycznia – William Alabaster, angielski teolog, dramaturg (zm. 1640)
- 11 lutego – Honoré d’Urfé, francuski pisarz (zm. 1625)
- 12 lutego – Thomas Campion, angielski poeta, krytyk i muzyk (zm. 1620)
- 24 lutego – Henryk Maciej Thurn, czeski szlachcic, jeden z protestanckich przywódców powstania przeciw Habsburgom w Czechach (zm. 1640)
- 28 lutego – Eleonora Medycejska, księżniczka Toskanii, od śmierci teścia Wilhelma I 14 sierpnia 1587 księżna Mantui i Montferratu (zm. 1611)
- 13 marca – Jacob van Heemskerck, holenderski żeglarz i admirał (zm. 1607)
- 1 maja – Michiel van Mierevelt, niderlandzki malarz (zm. 1641)
- 7 maja – Yukimura Sanada, japoński samuraj (zm. 1615)
- 15 maja – Claudio Monteverdi, włoski kompozytor, skrzypek i śpiewak (zm. 1643)
- 13 czerwca – Pedro Apaolaza Ramírez, duchowny katolicki, arcybiskup Saragossy, benedyktyn (zm. 1643)
- 3 lipca – Samuel de Champlain, francuski podróżnik, odkrywca, kolonizator Kanady (zm. 1635)
- 21 sierpnia – Franciszek Salezy, francuski teolog i filozof, przedstawiciel humanizmu, święty katolicki (zm. 1622)
- 2 września – Jerzy VII Thurzo, węgierski możnowładca, dowódca wojskowy w walkach z Turkami (zm. 1616)
- 5 września – Masamune Date (jap. 伊達政宗), japoński samuraj żyjący w okresie Azuchi-Momoyama i wczesnym okresie Edo (zm. 1636)
- 14 października – Franciszek Morales Sedeño, hiszpański dominikanin, misjonarz, męczennik, błogosławiony katolicki (zm. 1622)
- 17 października – John Marston, angielski poeta i dramaturg (zm. 1634)
- 10 października – Katarzyna Michalina Habsburżanka, infantka Hiszpanii, księżna Sabaudii (zm. 1597)
- październik – Thomas Nashe, angielski satyryk i prozaik (zm. 1601)
- 14 listopada – Maurycy Orański, książę Oranii-Nassau (zm. 1625)
- 15 grudnia – Christoph Demantius, niemiecki kompozytor, teoretyk muzyki (zm. 1643)
- 21 grudnia – Jan Kasper I von Stadion, książę Rzeszy, administrator urzędu wielkiego mistrza zakonu krzyżackiego (zm. 1641)

- Data dzienna nieznana:
- Giovanni Francesco Anerio, włoski kompozytor (zm. 1630)
- Mateusz Bembus, polski jezuita, kaznodzieja króla Zygmunta III Wazy (zm. 1645)
- Abraham Bzowski, dominikanin, przedstawiciel nurtu kontrreformacji, historyk Kościoła, hagiograf i kaznodzieja (zm. 1637)
- Jacques Clément, francuski duchowny katolicki, dominikanin, morderca króla Henryka III Walezego (zm. 1589)
- Edmund Gennings, święty Kościoła katolickiego, angielski męczennik, ofiara prześladowań antykatolickich (zm. 1591)
- Otto von der Groeben, rzecznik związania Prus Książęcych z Koroną, starosta Szaków, sekretarz królewski (zm. 1644)
- Janusz Grzymułtowski, kasztelan bydgoski od 1602 r., starosta średzki (zm. 1633)
- Marcin od Wniebowstąpienia a'Aguirre, święty Kościoła katolickiego, męczennik, ofiara prześladowań katolików w Japonii (zm. 1597)
- Anna Radziwiłłowa, księżniczka kurlandzka, marszałkowa wielka litewska (zm. 1617)
- Pieter Cornelisz van Rijck, malarz holenderski (zm. 1635)
- Jan Strakowski, architekt gdański, murarz-kamieniarz (zm. 1642)
- Marcin Wadowita, polski teolog, pisarz religijny, profesor (zm. 1641)

## Zmarli
- 10 lutego – Henryk Stuart, mąż szkockiej królowej Marii Stuart (ur. 1545)
- 18 marca – Salwator z Horty, hiszpański franciszkanin, święty katolicki (ur. 1520)
- 4 listopada – Giorolamo Priuli, doża Wenecji (ur. 1486)
- 13 listopada – Pedro de la Gasca, hiszpański ksiądz, dyplomata, członek inkwizycji, wicekról Peru (ur. 1485)